# Saint-Ouen-sur-Gartempe
Saint-Ouen-sur-Gartempe is een gemeente in het Franse departement Haute-Vienne (regio Nouvelle-Aquitaine) en telt 227 inwoners (2011). De plaats maakt deel uit van het arrondissement Bellac.

## Geografie
De oppervlakte van Saint-Ouen-sur-Gartempe bedraagt 22,0 km², de bevolkingsdichtheid is 10,3 inwoners per km².
De onderstaande kaart toont de ligging van Saint-Ouen-sur-Gartempe met de belangrijkste infrastructuur en aangrenzende gemeenten.

## Demografie
Onderstaande figuur toont het verloop van het inwonertal (bron: INSEE-tellingen).